# Eugène Cahen

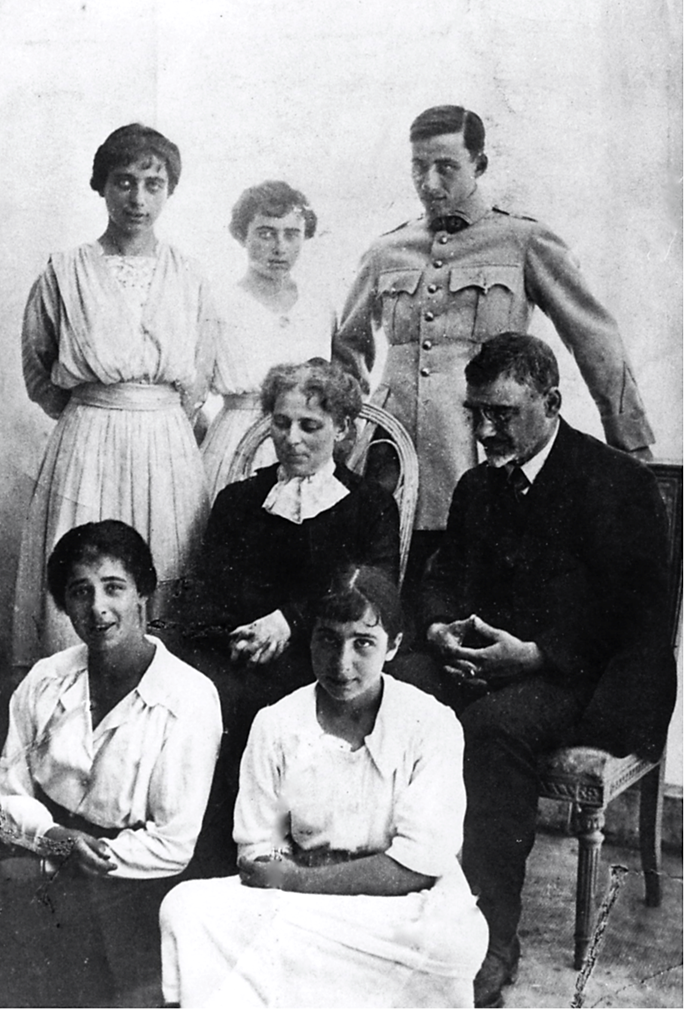
Eugène Cahen und Familie, 1917

Eugène Cahen (* 18. März 1865 in Paris; † 11. April 1941 ebenda) war ein französischer Mathematiker, der sich mit Zahlentheorie befasste.

## Leben
Cahen studierte ab 1882 an der École normale supérieure und wurde 1894 an der Sorbonne über analytische Zahlentheorie (Riemannsche Zetafunktion und Dirichlet-Reihen) promoviert (Sur la fonction ζ(s) de Riemann et sur des fonctions analogues). Danach war er Gymnasiallehrer in Paris (College Rollier) und Examinator für die Eingangsprüfungen der 'École centrale de Paris. Außerdem hielt er Vorlesungen über Zahlentheorie an der Sorbonne, an der er  Chargé de conférences war.
Cahen war Mitarbeiter an der französischen Ausgabe der Enzyklopädie der mathematischen Wissenschaften. Nach ihm ist die Cahen-Konstante benannt.
Die inverse Mellin-Transformation der Gammafunktion (die die Exponentialfunktion liefert) ist als Cahen-Mellin-Integral bekannt.
1923 wurde er Ritter der Ehrenlegion.

## Schriften
- Cours d'arithmétique, à l'usage de la classe de mathématiques élémentaires, zuerst 1896
- Éléments de la théorie des nombres, congruences, formes quadratiques, nombres incommensurables, questions diverses, Gauthier Villars 1900